# 유니버스 티켓
《유니버스 티켓》는 에프앤에프엔터테인먼트가 주최하고 이환진 PD가 기획한 대한민국의 아이돌 리얼리티 서바이벌 프로그램이다.

## 방송 시간
| 방송 채널 | 방송 기간                          | 방송 시간                                | 비고      |
| --------- | ---------------------------------- | ---------------------------------------- | --------- |
| SBS TV    | 2023년 11월 18일                   | 매주 토요일 저녁 6:05 ~ 8:00             | 통합 편성 |
| SBS TV    | 2023년 11월 25일 ~ 2023년 12월 2일 | 매주 토요일 오후 5:00 ~ 6:50             | 통합 편성 |
| SBS TV    | 2023년 12월 6일 ~ 2024년 1월 3일   | 매주 수요일 밤 10:40 ~ 목요일 새벽 12:20 | 통합 편성 |
| SBS TV    | 2024년 1월 10일 ~ 2024년 1월 17일  | 매주 수요일 밤 10:40 ~ 목요일 새벽 12:00 | 통합 편성 |

## 출연자
- MC : 예지 & 채령 (ITZY)
- 최종회 MC : 장성규
- 나레이션 : 이인권
- 보컬 : 김세정, 윤하, 아도라
- 랩 : 효연 (소녀시대)
- 퍼포먼스 : 리안 (라치카)

## 참가자
- 가비
- 권은형
- 권채원 (다이아 출신)
- 김서연
- 김소율
- 김수빈
- 김효진
- 나나 (PRIKIL 멤버)
- 나코
- 노연우
- 로라
- 리엘
- 메이
- 미나리
- 미라
- 바네사
- 박예현
- 방윤하
- 부린단
- 샤오위
- 아야 나츠미
- 알리사
- 야마구치 유리코
- 양유진
- 오다은
- 유우
- 윤수인
- 이수빈
- 이수안
- 임서원
- 장수빈
- 장수아
- 전진영
- 정지원
- 제이라
- 젤리 당카
- 조채영
- 최성은
- 최여진
- 최혜린
- 허선빈
- 구교련
- 권예진
- 김수민
- 김수진
- 김유리
- 김채아
- 김채원
- 김혜미
- 나루미
- 나차야손
- 니지
- 박예원 (핫이슈 출신)
- 배예람
- 배하람
- 안승비
- 안씬
- 애니
- 엘리시아
- 오윤아
- 요나 (골드더스트 엔터테인먼트 소속)
- 우키크
- 유리
- 유예나
- 유키노 (PRIKIL 멤버)
- 이도타 유이
- 이선우
- 이은채
- 이즈미
- 이진이
- 이후란
- 장민주 (메이져스 멤버)
- 저우지아치
- 전지은 (버스터즈 멤버)
- 정희경
- 제시카
- 조민서
- 진현주 (시그니처 멤버)
- 코토코
- 피아
- 혼마 유리코
- 황시은

## 최종 선발
2024년 1월 17일, 8명의 구성원(엘리시아, 나나, 젤리 당카, 방윤하, 임서원, 오윤아, 코토코, 진현주)으로 프로젝트 걸그룹 유니스가 결성되었다.
| 순위 | 이름                          | 예명       | 소속사        | 소속그룹                             |
| ---- | ----------------------------- | ---------- | ------------- | ------------------------------------ |
| 1위  | 엘리시아 리리스 C. 파르미사노 | 엘리시아   | F&F, 前스타쉽 | 유니스                               |
| 2위  | 젤리 지메나 당카              | 젤리당카   | F&F           | 유니스                               |
| 3위  | 방윤하                        |            | F&F           | 유니스                               |
| 4위  | 에자토키 나나                 | 나나       | F&F, FNC재팬  | 유니스, PRIKIL                       |
| 5위  | 임서원                        |            | F&F, 린브랜딩 | 유니스                               |
| 6위  | 진현주                        | 벨, 前럭키 | F&F, C9       | 유니스, 시그니처, 前굿데이, 前굿모닝 |
| 7위  | 오윤아                        |            | F&F, 前스타온 | 유니스                               |
| 8위  | 카와타 코토코                 | 코토코     | F&F           | 유니스                               |

## 동일 소재 프로그램
- SIXTEEN - JYP 엔터테인먼트의 걸 그룹 트와이스를 결성시킨 프로그램

## 같이 보기
- SBS
- 에프앤에프엔터테인먼트
- SIXTEEN - JYP 엔터테인먼트의 걸 그룹 트와이스를 결성시킨 프로그램